# NGC 1947
NGC 1947 è una galassia lenticolare situata nella costellazione del Dorado, a una distanza di circa 55 milioni di anni luce dalla nostra Via Lattea.

## Scoperta
La galassia è stata scoperta il 5 novembre 1826 dall'astronomo britannico James Dunlop.

## Descrizione
Il database SIMBAD la classifica come galassia LINER, cioè una galassia il cui nucleo presenta uno spettro di emissione caratterizzato da larghe righe di atomi debolmente ionizzati. 
La teoria più accettata per spiegare la sorgente energetica dei nuclei galattici attivi  è la presenza di un disco di accrescimento attorno a un buco nero supermassiccio.

## Caratteristiche
La galassia è caratterizzata dalla presenza di strisce di polvere in rotazione rapida lungo l'asse minore della galassia, il che indica che si tratta di una galassia ad anello polare. La rotazione delle stelle in questa zona è quasi assente, o avviene lungo l'asse maggiore.
La galassia presenta una striscia centrale di polvere, oltre ad altre tre meno pronunciate che si presentano come anelli concentrici. Viene classificata come galassia lenticolare anche se è priva di un disco, e assomiglia piuttosto a una galassia ellittica.
Attorno al nucleo della galassia è stata rilevata la presenza di idrogeno molecolare con una massa di 4,2×108 M⊙. Il gas ruota attorno a un asse perpendicolare a quello delle stelle della galassia, ma la regione interna è deformata. La cinematica suggerisce che la polvere e il gas abbiano un'origine esterna, probabilmente strappate da una galassia ricca di gas, dal momento che c'è la mancanza della coda di marea che indicherebbe la fusione con una galassia discoidale.

## Gruppo di NGC 1947
NGC 1947 assieme a NGC 1892 e NGC 2082 forma il Gruppo di NGC 1947, costituito da tre galassie.